# قبيل
فُبَيل (الاسم العلمي: Calypte)، جنس من الطيور الطنانة. يتكون الجنس من نوعين موجودين في غرب أمريكا الشمالية.

## التصنيف
قَدّم جنسَ القُبَيل في عام 1856 عالمُ الطيور الإنجليزي جون غولد. صُنف نوعه النمطي لاحقًا على أنه طائر الطنان كوستا. لم يشرح غولد اشتقاق اسم الجنس ولكن ربما يكون من الكلمة اليونانية القديمة kaluptrē التي تعني «حجاب المرأة» أو «غطاء الرأس» (من kaluptō التي تعني «غطاء»). الجنس الآن يحتوي على نوعين.

## الأنواع
| الصورة | الاسم العلمي   | الاسم الشائع      | التوزيع                                                                         |
| ------ | -------------- | ----------------- | ------------------------------------------------------------------------------- |
|        | Calypte anna   | طائر الطنان آنا   | الولايات المتحدة (أوريغون، واشنطن، كاليفورنيا)، كندا، وباها كاليفورنيا، المكسيك |
|        | Calypte costae | طائر الطنان كوستا | جنوب غرب الولايات المتحدة وشبه جزيرة باها كاليفورنيا في المكسيك.                |